# عبد الله بن سماعين
عبد الله بن سماعين من مواليد 1948 بوادي الزهور قرب سكيكدة، الجزائر، صحفي وكاتب جزائري مقيم في المغرب. وهو أيضًا عالم واخصائي في علم النفس.

## المسار
ولد في 1948 في وادي الزهور بالقرب من مدينة القل (ولاية سكيكدة)، وقال عن نفسه انه ينحدر من قبيلة أولاد عطية، وانه قضى كل شبابه في الجزائر قبل أن ينتقل إلى المغرب.
درس عبد الله بن سماعين في المدرسة الوطنية الفرنسية للطيران المدني بتولوز، وتخرج من المدرسة مراقب للحركة الجوية تخصص «نهج التحكم الأرضي». وتخرج أيضًا ضمن الدفعة الأولى لربابنة الطائرة المقاتلة «فوغا ماجيستير» (Fouga Magister) بمدرسة الطيران ببوسفر. كما درس كذلك الأدب في جامعة كيبيك في مونتريال (سيميولوجيا والتحليل النفسي).

## حياة مهنية
بدأ عبد الله بن سماعين مسيرته المهنية بالعمل كصحفي عام 1976 في المغرب الذي أصبح بلد إقامته.
تخصص في الصحافة المكتوبة، وعمل في الصحف والمجلات مثل لوبيون و الصباح ورسالة الأمة و لا في إكو و لوتون دي ماروك وسندباد، حيث عمل صحفيًا ومراسلًا صحفيًا وكاتب عمود ورئيس تحرير.
عمل عبد الله بن سماعين أيضًا في نهاية السبعينيات، على موجات الإذاعة والتلفزيون المغربي (RTM)، وكان منتجًا ومخرجًا لعدة برامج مثل «وقت الشعراء» (بالفرنسية: Le Temps des poètes)‏، بالتعاون مع راديو كندا، كما عمل على تصميم وتحرير العديد من المطبوعات المؤسسية (التابعة لوكالات حكومية، منظمات دولية، إلخ).
بالإضافة إلى العديد من المهام المختلفة التي أنجزها في مسيرته المهنية، فقد ألقى العديد من الخطابات داخل الجامعات المغربية، ونشر مساهماته في الأدب المغاربي والأفريقي في العديد من المجلات الجامعية في المغرب والخارج.

## التشريفات
بفضل مسيرته المهنية ومساره الغني، ظهر عبد الله بن سماعين في مختارات الشعر المغربي (لجان ديجو) وأيضًا في موسوعة الشعر الجزائري باللغة الفرنسية من 1930 إلى 2008 (لعلي الحاج طاهر) وكذلك في تكريم لجان سيناك وفي العديد من النصوص الأخرى لمؤلفين مغاربيين.

## المؤلفات

### الشعر
- في أرض الفرح (خارج البيع)، 1975، وهران.
- الوسيط المظلم، الربا، مؤيدة للثقافة، 1978
- أبيات من أجل مسافر، الرباط، سمير 1983
- المغرب أبيض وأسود (سلسلة من البطاقات البريدية على صور عبد الرزاق بن شعبان، مع أبيات من أجل مسافر)، الرباط، ميديا للإنتاج، 1987
- عمل شاعري مترجم إلى اللغة الإيطالية تحت عنوان -عبد الله بن سماعين. (Versetti per un viaggiatore أبيات من أجل مسافر)، ترجمة كلوديا جاسباريني، 1994 - مؤسسة بيزولا، روما

### المقالات
- أزمة الموضوع، أزمة الهوية: قراءة تحليلية نفسية لرشيد بوجدرة، الدار البيضاء، إفريقيا المشرق، 1984
- الطفولة المغاربية (بالتعاون) الدار البيضاء شرق إفريقيا 1987
- الرمز والأيديولوجيا (مقابلة مع رولان بارت، عبد الله العروي، جان مولينو) ، الرباط، ميديا برودكشنز، 1987
- «عندما يكون الربيع عربياً» (بالتعاون)، الدار البيضاء، تقاطع طرق، 2014
- «عبد الكبير خطيبي، فكر الفواصل» (بالتعاون)، القنيطرة، جامعة ابن طفيل، كلية الآداب، 2014.
- الصحافة والسياسة في «أراضي الكتابة» (بالتعاون) 2014 - إصدار جامعة الرباط الدولية
- إذن المعلومة؟ صحفيون يتحدثون عن الصحافة... وعن أنفسهم، الدار البيضاء، أفريقيا الشرقية، 2015
- رسومات الأطفال وخيالهم: قراءات الجمع (بالتعاون) 2017 - شرق إفريقيا
- دولتان، وطن واحد في «المنفى، الذاكرة، الهجرة» (بالتعاون) 2017 - طبعة مشتركة كاسا اكسبريس - جامعة الرباط الدولية.
- الخطب والحقائق والكلمات والواقع في التعددية المتوسطية (بالتعاون) 2019 - لارمتان [3]
- «الرواية المغربية باللغة الفرنسية: قراءة متقاطعة لإحياء أدبي» (بالتعاون) - 2021 - أكادير، جامعة ابن زهر، كلية اللغات والآداب والعلوم الإنسانية.

### الخيال
- عودة المؤذن (مع كلمة ختامية لعبد الكبير خطيبي)، باريس، ببليسود، 2011

## مذكرات ومراجع
1. ↑  "L'opposant invisible". http://www.lematin.ma. 16/03/2012. مؤرشف من الأصل في 28 يونيو 2021. اطلع عليه بتاريخ 14/06/2012. {{استشهاد ويب}}: تحقق من التاريخ في: |تاريخ الوصول= و|تاريخ= (مساعدة) وروابط خارجية في |موقع= (مساعدة)
2. ↑  "Exclusif, entretien avec Abdallah Bensmaïn à propos de son livre". tuniculture.net. 2 mai 2013. مؤرشف من الأصل في 2013-12-20. {{استشهاد ويب}}: تحقق من التاريخ في: |تاريخ= (مساعدة)
3. ↑  "Méditerranéité plurielle". liseuse.harmattan.fr. مؤرشف من الأصل في 2019-08-03. اطلع عليه بتاريخ 2019-08-03.

## روابط خارجية
- “Le retour du muezzin” dans les rayons : Abdellah Bensmain signe son nouveau roman
- http://www.lematin.ma/journal/Entretien-avec-Abdellah-Bensmain-auteur-de-Le-retour-du-Muezzin_Il-ne-s-agit-pas-de-delivrer-un-message-mais- لوصف مواقف السلطة / 164078.html
- «Le Retour du Muezzin» de Abdallah Bensmain : Du “Je” au “Nous”
- Le Matin - Un regard indiscret sur la presse et les journalistes
- المغرب الدولي الأسبوعي no 1103 - من30 janvier30 يناير في5 février 20155 فبراير 2015 - عبد الله بنسمين: كوني صحفية علمتني الكتابة عن بعد - مقابلة مع كنزة العلوي
- الوقت - no 275 من 13 إلى 19 mars 201519 مارس 2015 - عبد الله بن سمعين يعطي الكلمة لزملائه - مقابلة مع عمر سالم
- Les journalistes parlent du journalisme et d’eux-mêmes
- La Dépêche du Maroc ، العدد 6، الأسبوع من 14 إلى 20 janvier 201620 من كانون الثاني 2016 - الصحافة تواجه انعدام الثقة - مقابلة مع أبو عمار تفنوت